# Bahnstrecke Debec Junction–Houlton
| Gesellschaft: | zuletzt CP           |                              |                              |
| Streckenlänge: | ca. 13 km            |                              |                              |
| Spurweite: | 1435 mm (Normalspur) |                              |                              |
| |                      |                              |                              |
| Gleise: | 1                    |                              |                              |
| \| \| \| \| \| \| \| \| von St. Andrews \| \| \| \| 0 \| Debec NB \| Debec NB \| \| \| \| nach Woodstock \| \| \| \| \| nach Richmond \| \| \| \| \| von Woodstock (Gleisdreieck) \| \| \| \| ? \| Elmwood NB \| Elmwood NB \| \| \| ? \| Green Road NB \| Green Road NB \| \| \| \| Staatsgrenze USA-Kanada \| \| \| \| 13 \| Houlton ME CP Station \| Houlton ME CP Station \| |                      |                              |                              |
| |                      |                              |                              |
| Strecke (außer Betrieb) |                      | von St. Andrews              | von St. Andrews              |
| Bahnhof (Strecke außer Betrieb) | 0                    | Debec NB                     | Debec NB                     |
| Abzweig geradeaus und nach rechts (Strecke außer Betrieb) |                      | nach Woodstock               | nach Woodstock               |
| Abzweig geradeaus und nach rechts (Strecke außer Betrieb) |                      | nach Richmond                | nach Richmond                |
| Abzweig geradeaus und von rechts (Strecke außer Betrieb) |                      | von Woodstock (Gleisdreieck) | von Woodstock (Gleisdreieck) |
| Haltepunkt / Haltestelle (Strecke außer Betrieb) | ?                    | Elmwood NB                   | Elmwood NB                   |
| Haltepunkt / Haltestelle (Strecke außer Betrieb) | ?                    | Green Road NB                | Green Road NB                |
| Grenze (Strecke außer Betrieb) |                      | Staatsgrenze USA-Kanada      | Staatsgrenze USA-Kanada      |
| Kopfbahnhof Streckenende (Strecke außer Betrieb) | 13                   | Houlton ME CP Station        | Houlton ME CP Station        |

Die Bahnstrecke Debec Junction–Houlton ist eine Eisenbahnstrecke in der kanadischen Provinz New Brunswick und in Maine (Vereinigte Staaten). Sie ist etwa 13 Kilometer lang. Die normalspurige Strecke ist stillgelegt und abgebaut.
Der Holzfäller- und Landwirtschaftsort Houlton lag in den 1860er Jahren weitab jeder Eisenbahnstrecke. Eine Möglichkeit der Anbindung bot sich, als die New Brunswick and Canada Railway (NB&C) eine Bahnstrecke in der damals in Kanada üblichen Kolonialspur (1676 mm) von der Küste New Brunswicks nach Norden parallel zur Staatsgrenze baute, die 1868 bis Richmond mit Abzweig nach Woodstock fertiggestellt wurde. Sie erhielt die Genehmigung, eine Zweigstrecke von dieser Bahn nach Houlton zu bauen. Für den in Maine liegenden Abschnitt gründete sie die Houlton Branch Railroad. 1870 ging die ebenfalls in Kolonialspur gebaute Bahnstrecke in Betrieb. Die Betriebsführung oblag auf ganzer Länge der NB&C.
1879 wurde die Strecke zusammen mit der Hauptstrecke auf Normalspur umgebaut. Sie war damit die letzte kolonialspurige Eisenbahnstrecke, die in Maine betrieben wurde. Drei Jahre später pachtete die New Brunswick Railway die Bahn und wurde ihrerseits 1890 durch die Canadian Pacific Railway (CP) gepachtet, die später die beteiligten Bahngesellschaften sowie deren Strecken aufkaufte. 1949 endete der Personenverkehr auf der Bahnstrecke, der Güterverkehr wurde noch bis 1987 aufrechterhalten. Als ein Hochwasser eine Brücke über den Saint John River weiter nördlich zerstörte, stellte die CP den Betrieb auf einem Großteil ihres Netzes in New Brunswick ein. Die Zweigstrecke nach Houlton wurde 1989 endgültig stillgelegt und abgebaut.